# Helmuth Albrecht (Politiker)

Helmuth Albrecht

Helmuth Albrecht (* 26. November 1885 in Gladbeck; † 28. August 1953 in Kressbronn am Bodensee) war ein deutscher Politiker (DVP).

## Leben
Er war der Sohn des Bergwerksdirektors Theodor Albrecht und dessen Ehefrau Anna geb. Schäfer. Nach dem Besuch der Realgymnasien in Essen, Bückeburg und Hannover absolvierte Albrecht von 1905 bis 1909 ein Studium des Höheren Bergfaches an den Universitäten an der Philipps-Universität Marburg, der Georg-August-Universität Göttingen, der Technischen Hochschule Hannover und der Bergakademie Clausthal. Er wurde im Corps Teutonia zu Marburg (1906) und im Corps Hannovera Göttingen (1907) aktiv. 1909 bestand er das Examen als Bergreferendar, 1913 das als Bergassessor. Anschließend war er als Leiter von Betrieben der Internationalen Bohrgesellschaft in Frankreich tätig. Im Januar 1914 wurde er Direktor der Gewerkschaft Carlshall, eines Kalisalzbergwerkes in Lühnde bei Algermissen.
Albrecht nahm vom 2. August 1914 bis März 1919 als Kriegsfreiwilliger am Ersten Weltkrieg teil. Im Oktober 1915 erhielt er beim Schleswig-Holsteinischen Dragoner-Regiment Nr. 13 die Ernennung zum Leutnant der Reserve. Während des Krieges wurde er an der West- und Ostfront sowie auf den Schlachtfeldern in Syrien eingesetzt. Er erhielt die Eisernen Kreuze beider Klassen und wurde außerdem mit dem Eisernen Halbmond ausgezeichnet. Nach dem Kriegsende wandte sich Albrecht wieder seiner vorherigen Tätigkeit zu. Von 1924 bis 1930 fungierte er als Generaldirektor der Kaliwerke in Volpriehausen. Im Anschluss wurde er Vorstandsmitglied der Burbach-Kaliwerke AG mit Sitz in Magdeburg (heute K+S).
Helmuth Albrecht war seit Juli 1914 mit Hannah Ruppersberg, Tochter des Albert Ruppersberg, verheiratet, mit der er fünf Kinder hatte. Der gleichnamige Historiker Helmuth Albrecht ist sein Enkel.

## Abgeordneter
Bei der Reichstagswahl 1920 wurde Albrecht in den Deutschen Reichstag gewählt, dem er bis Juli 1932 angehörte. Im Parlament vertrat er den Wahlkreis Süd-Hannover – Braunschweig.